# Cyrtopogon svaneticus
Cyrtopogon svaneticus är en tvåvingeart som beskrevs av Pavel Lehr 1998. Cyrtopogon svaneticus ingår i släktet Cyrtopogon och familjen rovflugor. Inga underarter finns listade i Catalogue of Life.